# Chilham Castle

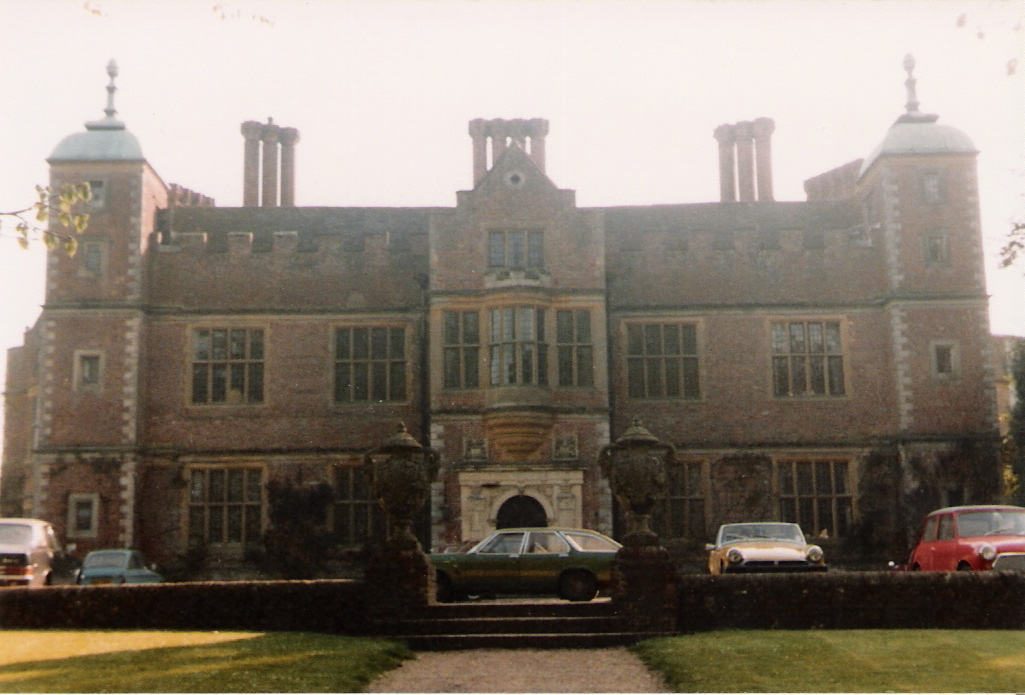
Frontfassade von Chilham Castle

Chilham Castle ist ein Herrenhaus mit einem Donjon im Dorf Chilham zwischen Ashford und Canterbury in der englischen Grafschaft Kent.

## Geschichte
Der vieleckige Donjon der normannischen Burg, das älteste Gebäude im Dorf, stammt aus dem Jahr 1174 und ist heute immer noch bewohnt. Er soll auf Geheiß von König Heinrich II. gebaut worden sein. Aber die in den 1920er-Jahren durchgeführten Ausgrabungen haben zutage gefördert, dass er auf einer wesentlich älteren angelsächsischen Festung steht, die möglicherweise aus dem 5. Jahrhundert stammt. Außerdem gibt es Beweise für eine frühere römische Siedlung in der Nachbarschaft. Im Juni 1320 fand auf Chilham Castle ein glänzender Empfang statt, den Bartholomew de Badlesmere für König Eduard II. und seine Entourage ausrichtete, als diese auf ihrem Weg nach Frankreich nach Dover reisten.
Das jakobinische Gebäude in Sichtweite der „Alten Burg“ (des Donjons) wurde 1616 im Auftrag von Sir Dudley Digges fertiggestellt. Der Grundriss ist ein Sechseck, bei dem fünf Ecken von Gebäuden gebildet werden und die sechste frei ist. Es hat Brüstungen mit Zinnen, Gruppen von Ziegelkaminen und Ecktürme mit quadratischen Kielbogendächern. Die viktorianische Meinung, dass dieses kühne, aber landestypische Haus von Inigo Jones entworfen worden sei wird von Architekturhistorikern nicht geteilt. Tatsächlich wurde Nicholas Stone, ein Baumeister, der unter Jones’ Leitung am 1616 Holyrood Palace und am Banqueting House in Whitehall gearbeitet hatte, damit beauftragt, in den 1631 und 1632 für Sir Dudley Digges eine Grabkapelle an die Kirche von Chilham anzufügen, die Stones Grabmal für Lady Digges enthalten sollte. Wenn es Spuren von Jones’ Bauweise an Chilham Castle erkennbar wären, so würde man Nicholas Stone dafür als Kandidaten ansehen. Es handelt sich dennoch um eines der schöneren Herrenhäuser im Südosten Englands und es bietet einen außergewöhnlich guten Blick über das Stour-Tal.

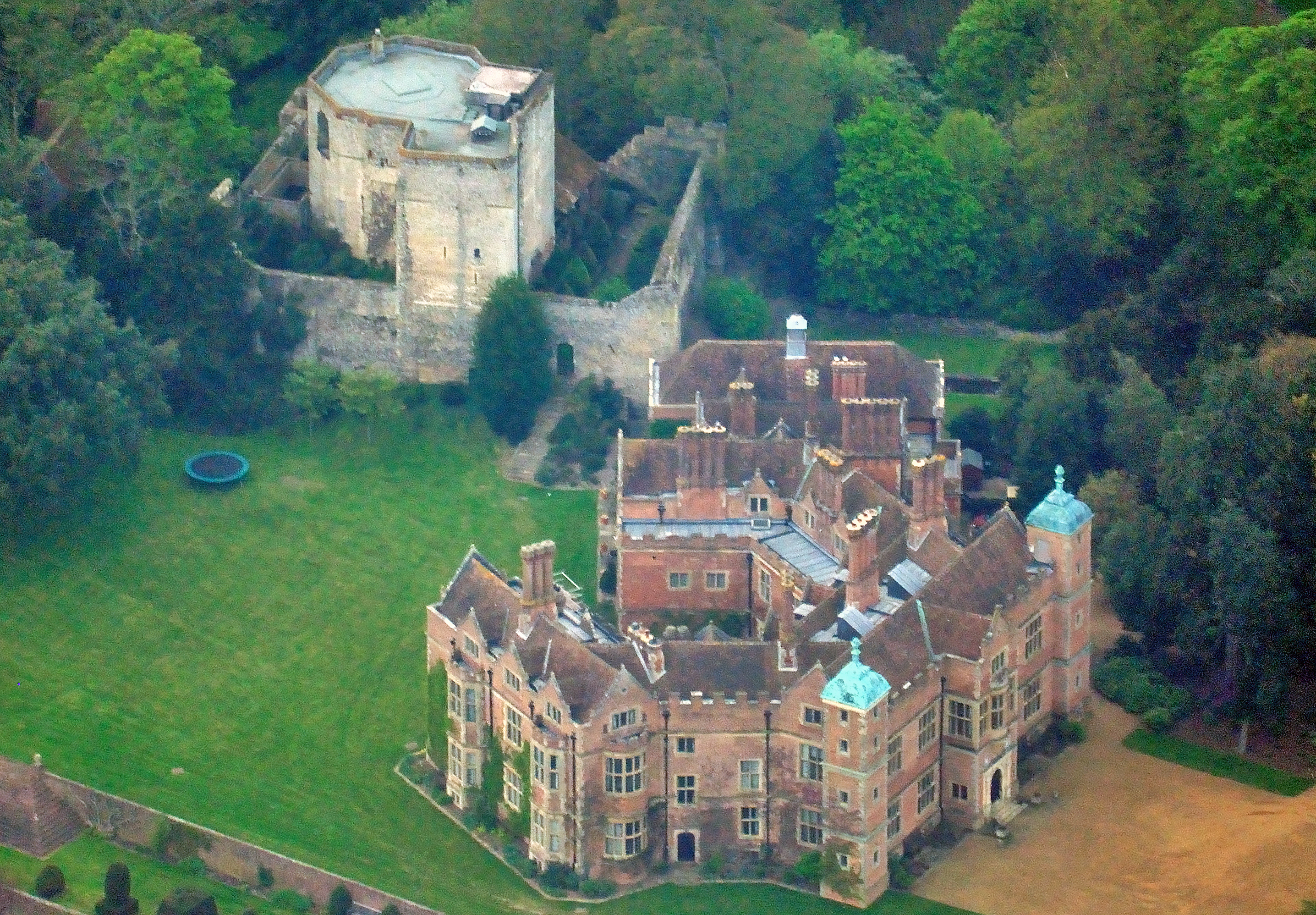
Luftbild des Herrenhauses

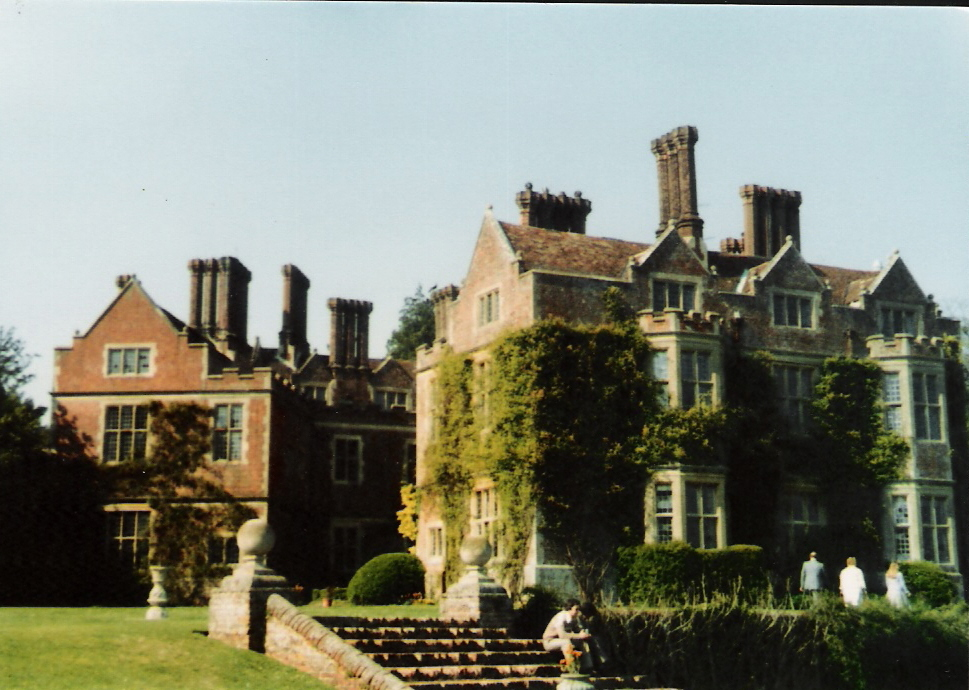
Chilham Castle: ein offener rückwärtiger Flügel, offen zu den Rasenflächen und Terrassen

Die Gärten, die ursprünglich von John Tradescant dem Älteren geplant worden sein sollen, wurden im 18. Jahrhundert zweimal umgestaltet. Zuerst wurden unter dem Londoner Bänker James Colebrooke, der das Anwesen von der Familie Digges gekauft hatte, schöne Durchblicke bis zum Fluss angelegt und dann unter Thomas Heron, der das Anwesen von Colebrookes Sohn Robert erworben hatte. Capability Brown machte weitere Änderungsvorschläge, von denen einige auch ausgeführt wurden. 1794 kaufte James Wildman Chilham Castle und 1816 vererbte er das Haus an seinen Sohn James Beckford Wildman, der es 1861 wegen seines wegen der Abschaffung der Sklaverei auf den Westindischen Inseln sinkenden Einkommens verkaufte. Pläne von Chilham Castle, die einige der wesentlichen Änderungen an den Gebäuden zeigen, die der Architekt David Brandon für Charles Stewart Hardy 1862 und der Architekt Sir Herbert Baker für den Bergbaumagnaten Sir Edmund Davis und seine Gattin Mary Anfang der 1920er-Jahre durchführten, beherbergt das Victoria & Albert Museum.
Die heutige Terrassierung, im 18. und 19. Jahrhundert verändert, führt hinunter zum Fischweiher, der aus der Zeit von Charles Stewart Hardy in den 1860er- und 1870er-Jahren stammt. Die Umfassungsmauern des Anwesens stammen größtenteils aus dem 18. Jahrhundert, auch wenn die beiden Torhäuser erst Anfang der 1920er-Jahre hinzugefügt wurden. Sie ersetzten ein völlig anders gestaltetes Exemplar aus dem 19. Jahrhundert.

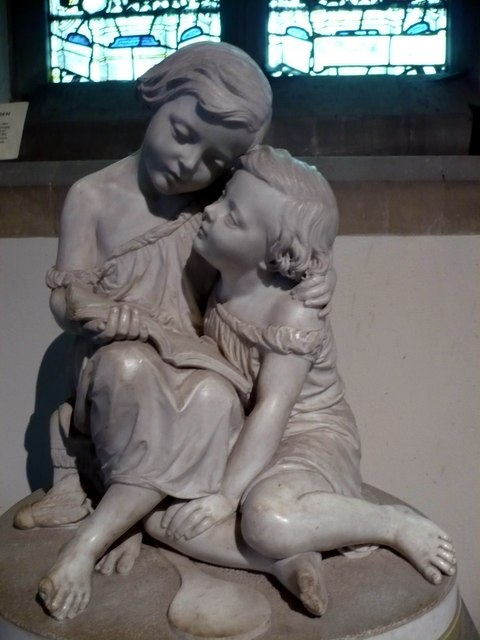
The Hardy Children, Standbild in der Marienkirche. Das Buch zeigt eine Illustration aus dem Märchen Babes in the Wood.

Von 1949 bis zu seinem Tod 1992 gehörte Chilham Castle Hon. John Clotworthy Talbot Foster Whyte-Melville Skeffington. Chilham Castle gehörte danach dem UKIP-Aktivisten Stuart Wheeler (gest. 2020), der dort mit seiner Gattin Tessa (gest. 2016) und ihren drei Töchtern, Sarah, Jacquetta und Charlotte, lebte. Derzeit steht es zum Verkauf.
Auf dem Gelände ist heute das Chilham Park Equestrian Centre untergebracht.

## In Film und Fernsehen
1965 wurde in dem Herrenhaus der Film Die amourösen Abenteuer der Moll Flanders mit Kim Novak, Leo McKern und Angela Lansbury in den Hauptrollen gedreht.
1985 spielte Chilham Castle als Makepeaces Privathaus eine Rolle in einer Episode des Polizeidramas Dempsey & Makepeace (Filmaufnahmen: Sommer 1984). Die Episode hieß Der Jadeschatz und der größte Teil der eine Stunde langen Episode wurde im Herrenhaus und auf dem Anwesen gefilmt.
Auch kam das Anwesen in der ersten Episode 1989 der ITV-Abenteuer-Spielshow Interceptor von Chatsworth TV vor. Chatsworth TV war auch für die frühere Serie Rätselflug verantwortlich. Ein mittelalterliches Turnier wurde dort abgehalten und ein Kandidat musste daran teilnehmen, um in der Show weiterzukommen.
1994 kam das Herrenhaus in einer Episode von Agatha Christie’s Poirot (ITV) als Simeon Lees Herrenhaus Gorston Hall vor.
Das Herrenhaus wurde auch im Fernsehfilm Die Schattenhand (Miss Marple) als großartiges Heim von Cardew Pye (einer Rolle) genutzt. Auch das gesamte Dorf kam darin vor.